# 이경석 선생 묘
이경석 선생 묘(李景奭 先生 墓)는 대한민국 경기도 성남시 분당구 석운동에 있는 조선시대 중기의 문신 백헌(白軒) 이경석(1595∼1671)의 묘소이다. 1985년 9월 20일 경기도의 기념물 제84호로 지정되었다.

## 개요
조선 중기의 문신 백헌(白軒) 이경석(1595∼1671)의 묘소이다.
인조 1년(1623)에 문과에 급제하였으며, 이괄의 난 때에는 승문원 제조로 인조를 공주(公州)로 모셨고, 병자호란 때에는 인조를 남한산성으로 모시기도 하였다. 인조 16년(1638)에는 대제학에 오르고 효종 즉위년(1649)에 영의정에 올랐다. 인조∼현종 3대 50여 년에 걸쳐 난국을 적절히 헤쳐나가는데 공헌한 훌륭한 재상이었다.
그의 묘는 부인과 합장묘이며 봉분 앞에 상석이 있고, 우측에는 묘비가 봉분쪽을 향하고 있다. 봉분 좌우에는 멀리서도 무덤이 있음을 알려주는 망주석(望柱石)과 문인석이 각 1쌍씩 서있다. 신도비(神道碑:왕이나 고관 등의 평생업적을 기리기 위해 무덤근처 길가에 세우던 비)는 신·구비 2기가 묘역입구에 나란히 세워져 있다. 박세당이 글을 짓고 이광사가 글을 써서 영조 30년(1754)에 세운 것과 마모가 심해 후손들이 1975년에 1기를 새로 세운 것이다.

## 같이 보기
- 이경석

## 참고 자료
- 이경석 선생 묘 - 국가유산청 국가유산포털